# Ran Bosilek

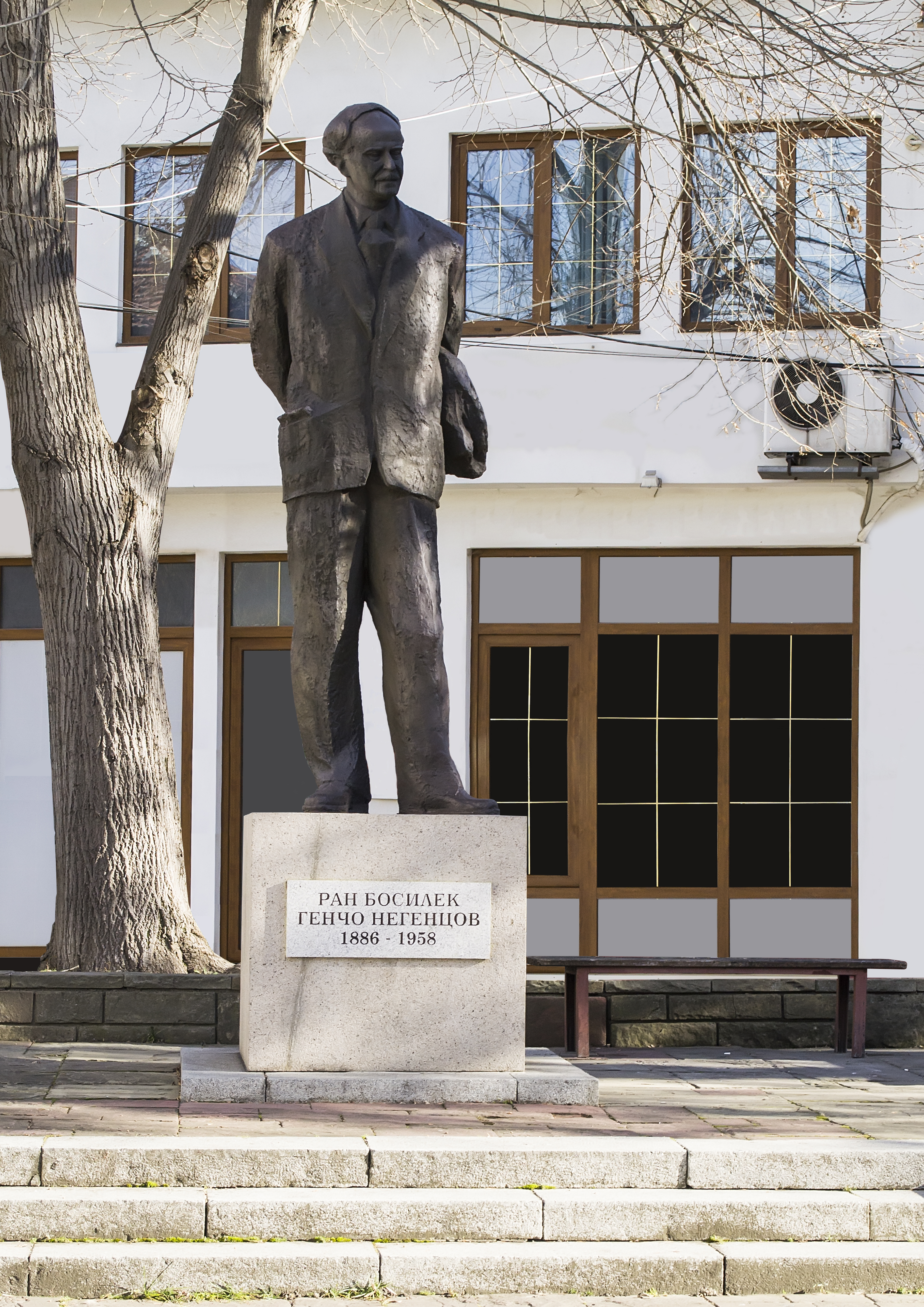
Denkmal für Ran Bosilek in Gabrowo

Ran Bosilek, eigentlich Gentscho Stantschew Negenzow, (bulgarisch Ран Босилек; * 26. September 1886 in Gabrowo; † 8. Oktober 1958 in Sofia) war ein bulgarischer Schriftsteller.

## Leben
Er studierte Rechtswissenschaften im belgischen Brüssel. Ran Bosilek betätigte sich als Herausgeber von Kinderzeitschriften.
Er verfasste etwa 60 Kinderbücher, darunter Bände mit Gedichten, Versen, humorvollen Dialogen, Spielen und auch Prosa. Ran Bosilek erarbeitete auch Nacherzählungen von bulgarischen aber auch ausländischen Märchen.

## Werke (Auswahl)
- Neznaen junak, Sofia 1955
- Das Wunderkästchen, Sofia 1974
- Es grüsst dein Bruder Übermut, Sofia 1978